# Årets simmare (Swimming World Magazine)

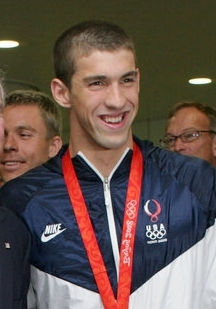
Michael Phelps, flerfaldig vinnare i kategorin årets manliga simmare.

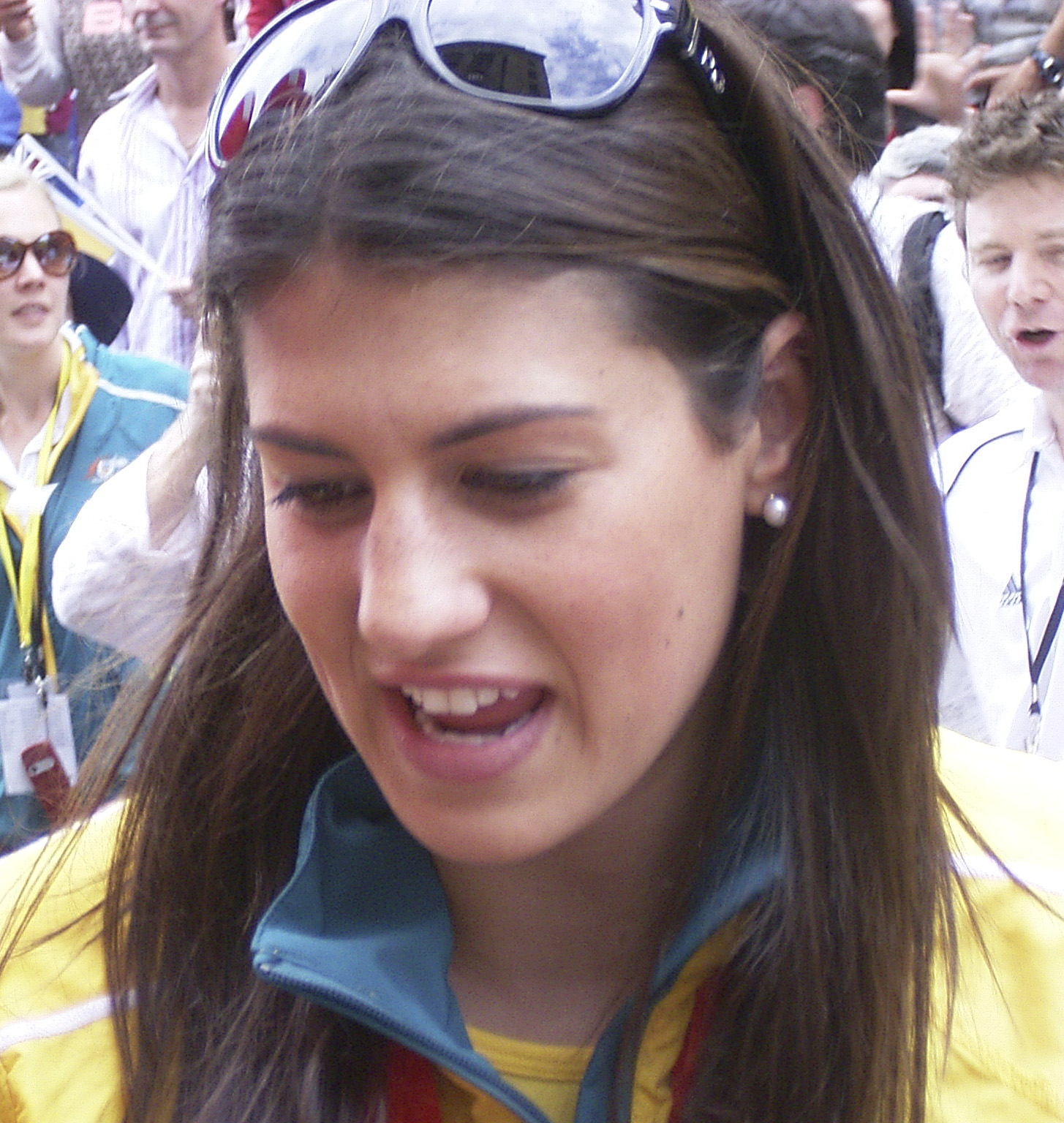
Stephanie Rice blev årets kvinnliga simmare 2008.

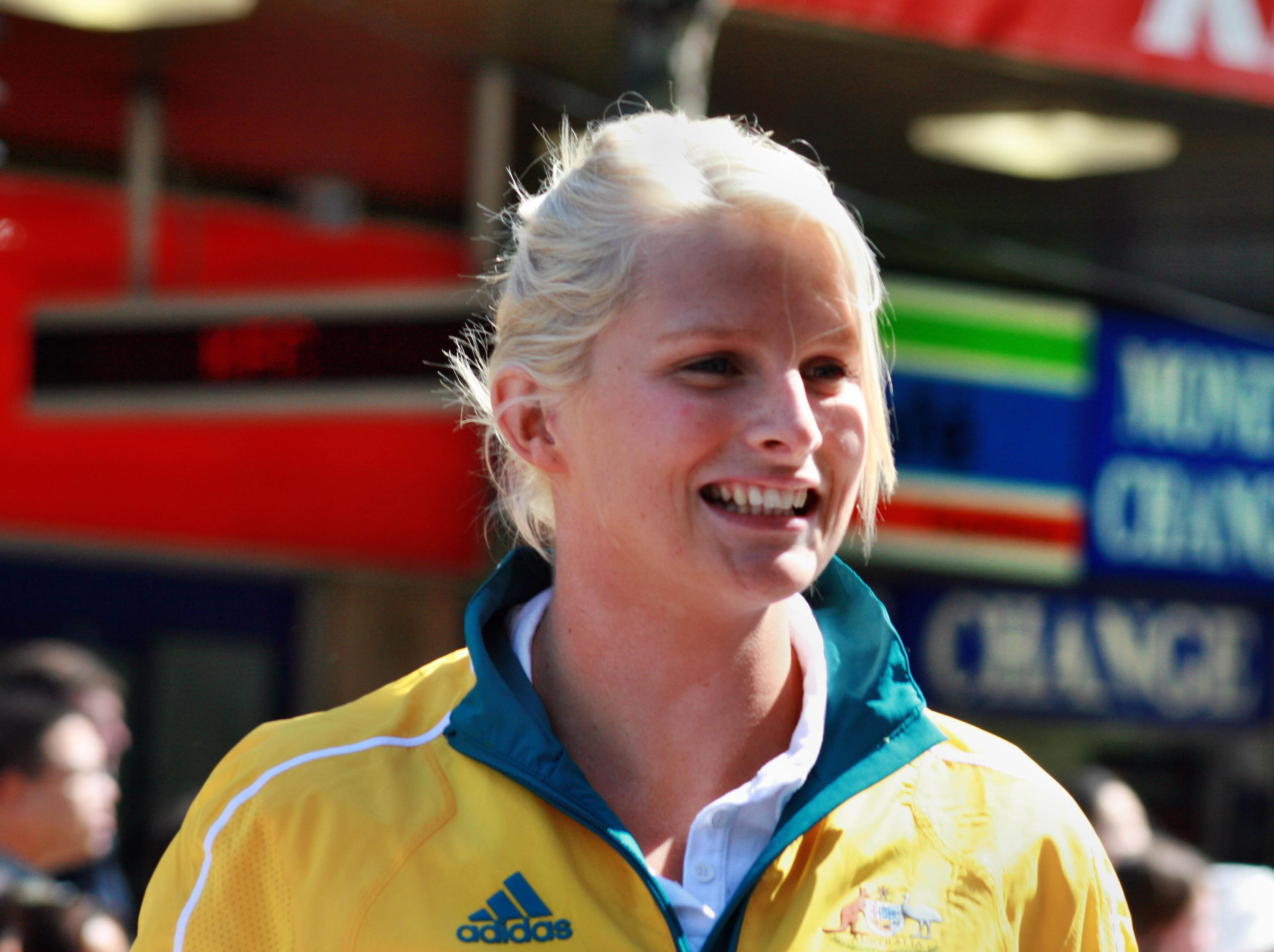
Leisel Jones blev årets kvinnliga simmare 2005 och 2006.

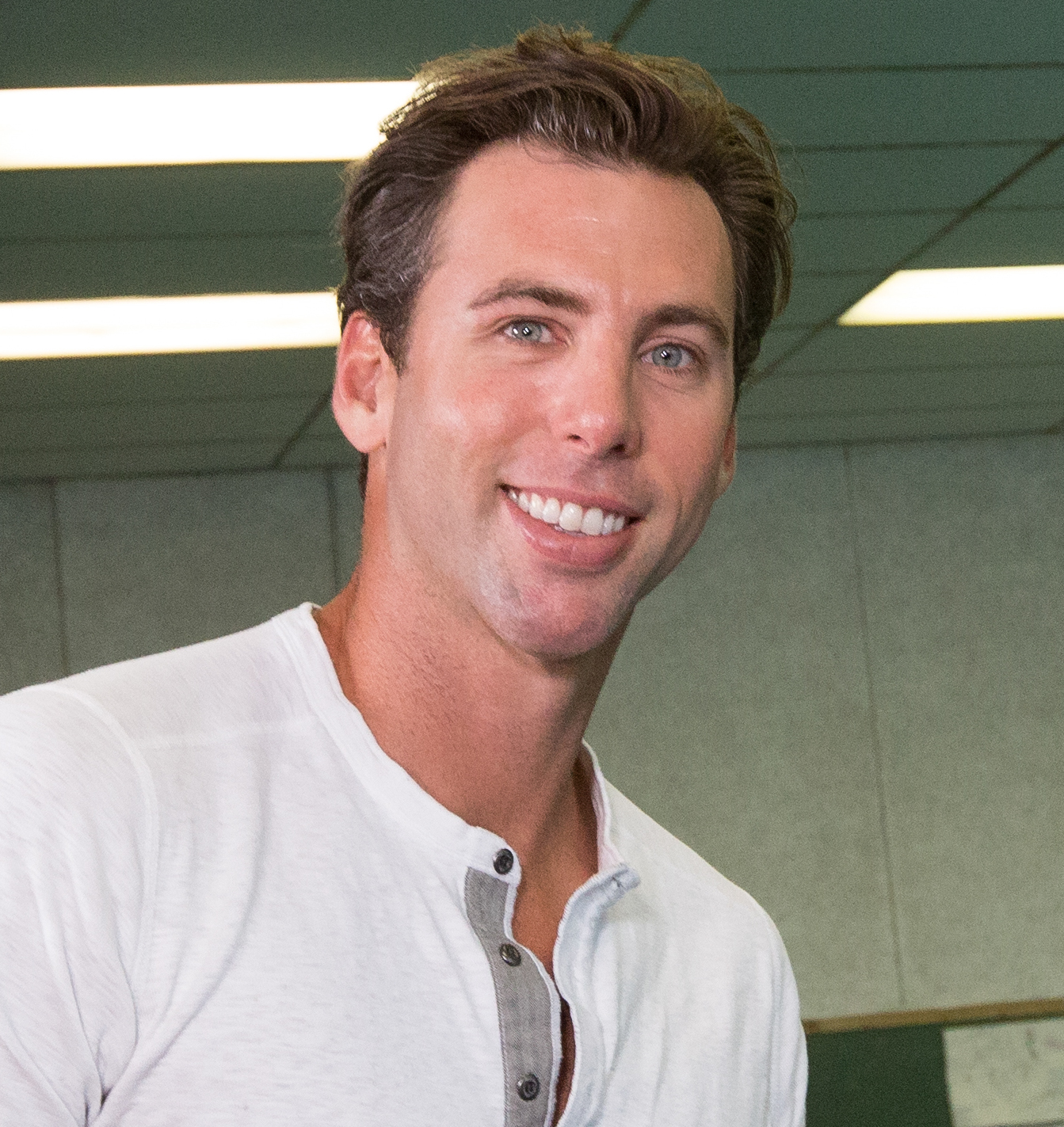
Grant Hackett blev årets manliga simmare 2005.

Årets simmare är en årlig utmärkelse som den amerikanska simtidningen Swimming World Magazine publicerar. Den första utmärkelsen delades ut 1964. Första året utsågs bara en manlig simmare, men sedan började man utse årets bästa manliga respektive årets bästa kvinnliga simmare. Med åren har fler priskategorier tillkommit, bland annat efter geografisk region och simsporter, inkluderande tävlingssimning, öppet vatten-simning, simhopp, konstsim och vattenpolo, samt parasport. Nedan listas vinnarna i respektive kategori, från och med det år kategorin introducerades.

## Världens bästa simmare
| År   | Bästa kvinna                                  | Nationalitet                                  | Bästa man                                     | Nationalitet                                  |
| ---- | --------------------------------------------- | --------------------------------------------- | --------------------------------------------- | --------------------------------------------- |
| 1964 |                                               |                                               | Don Schollander                               | USA                                           |
| 1965 | Martha Randall                                | USA                                           | Dick Roth                                     | USA                                           |
| 1966 | Claudia Kolb                                  | USA                                           | Mike Burton                                   | USA                                           |
| 1967 | Debbie Meyer                                  | USA                                           | Mark Spitz                                    | USA                                           |
| 1968 | Debbie Meyer                                  | USA                                           | Charlie Hickcox                               | USA                                           |
| 1969 | Debbie Meyer                                  | USA                                           | Gary Hall                                     | USA                                           |
| 1970 | Alice Jones                                   | USA                                           | Gary Hall                                     | USA                                           |
| 1971 | Shane Gould                                   | Australien                                    | Mark Spitz                                    | USA                                           |
| 1972 | Shane Gould                                   | Australien                                    | Mark Spitz                                    | USA                                           |
| 1973 | Kornelia Ender Novella Calligaris             | Östtyskland Italien                           | Rick DeMont                                   | USA                                           |
| 1974 | Ulrike Tauber Shirley Babashoff               | Östtyskland USA                               | Tim Shaw                                      | USA                                           |
| 1975 | Kornelia Ender Shirley Babashoff              | Östtyskland USA                               | Tim Shaw                                      | USA                                           |
| 1976 | Kornelia Ender Shirley Babashoff              | Östtyskland USA                               | John Naber                                    | USA                                           |
| 1977 | Ulrike Tauber Wendy Boglioli                  | Östtyskland USA                               | Brian Goodell                                 | USA                                           |
| 1978 | Tracy Caulkins                                | USA                                           | Jesse Vassallo                                | USA                                           |
| 1979 | Cynthia Woodhead                              | USA                                           | Vladimir Salnikov                             | Sovjetunionen                                 |
| 1980 | Petra Schneider Tracy Caulkins                | Östtyskland USA                               | Rowdy Gaines                                  | USA                                           |
| 1981 | Mary T. Meagher                               | USA                                           | Alex Baumann                                  | Kanada                                        |
| 1982 | Petra Schneider Tracy Caulkins                | Östtyskland USA                               | Vladimir Salnikov                             | Sovjetunionen                                 |
| 1983 | Ute Geweniger Tiffany Cohen                   | Östtyskland USA                               | Rick Carey                                    | USA                                           |
| 1984 | Kristin Otto Tiffany Cohen                    | Östtyskland USA                               | Alex Baumann                                  | Kanada                                        |
| 1985 | Mary T. Meagher                               | USA                                           | Michael Gross                                 | Västtyskland                                  |
| 1986 | Kristin Otto Mary T. Meagher                  | Östtyskland USA                               | Matt Biondi                                   | USA                                           |
| 1987 | Janet Evans                                   | USA                                           | Tamás Darnyi                                  | Ungern                                        |
| 1988 | Kristin Otto Janet Evans                      | Östtyskland USA                               | Matt Biondi                                   | USA                                           |
| 1989 | Janet Evans                                   | USA                                           | Mike Barrowman                                | USA                                           |
| 1990 | Janet Evans                                   | USA                                           | Mike Barrowman                                | USA                                           |
| 1991 | Krisztina Egerszegi                           | Ungern                                        | Tamás Darnyi                                  | Ungern                                        |
| 1992 | Krisztina Egerszegi                           | Ungern                                        | Yevgeny Sadovyi                               | Ryssland                                      |
| 1993 | Franziska van Almsick                         | Tyskland                                      | Károly Güttler                                | Ungern                                        |
| 1994 | Samantha Riley                                | Australien                                    | Kieren Perkins                                | Australien                                    |
| 1995 | Krisztina Egerszegi                           | Ungern                                        | Denis Pankratov                               | Ryssland                                      |
| 1996 | Penny Heyns                                   | Sydafrika                                     | Denis Pankratov                               | Ryssland                                      |
| 1997 | Claudia Poll                                  | Costa Rica                                    | Michael Klim                                  | Australien                                    |
| 1998 | Jenny Thompson                                | USA                                           | Ian Thorpe                                    | Australien                                    |
| 1999 | Penny Heyns                                   | Sydafrika                                     | Ian Thorpe                                    | Australien                                    |
| 2000 | Inge de Bruijn                                | Nederländerna                                 | Pieter van den Hoogenband                     | Nederländerna                                 |
| 2001 | Inge de Bruijn                                | Nederländerna                                 | Ian Thorpe                                    | Australien                                    |
| 2002 | Natalie Coughlin                              | USA                                           | Ian Thorpe                                    | Australien                                    |
| 2003 | Hannah Stockbauer                             | Tyskland                                      | Michael Phelps                                | USA                                           |
| 2004 | Yana Klochkova                                | Ukraina                                       | Michael Phelps                                | USA                                           |
| 2005 | Leisel Jones                                  | Australien                                    | Grant Hackett                                 | Australien                                    |
| 2006 | Leisel Jones                                  | Australien                                    | Michael Phelps                                | USA                                           |
| 2007 | Laure Manaudou                                | Frankrike                                     | Michael Phelps                                | USA                                           |
| 2008 | Stephanie Rice                                | Australien                                    | Michael Phelps                                | USA                                           |
| 2009 | Federica Pellegrini                           | Italien                                       | Michael Phelps                                | USA                                           |
| 2010 | Rebecca Soni                                  | USA                                           | Ryan Lochte                                   | USA                                           |
| 2011 | Rebecca Soni                                  | USA                                           | Ryan Lochte                                   | USA                                           |
| 2012 | Missy Franklin                                | USA                                           | Michael Phelps                                | USA                                           |
| 2013 | Katie Ledecky                                 | USA                                           | Sun Yang                                      | Kina                                          |
| 2014 | Katie Ledecky                                 | USA                                           | Kosuke Hagino                                 | Japan                                         |
| 2015 | Katie Ledecky                                 | USA                                           | Adam Peaty                                    | Storbritannien                                |
| 2016 | Katie Ledecky                                 | USA                                           | Michael Phelps                                | USA                                           |
| 2017 | Sarah Sjöström                                | Sverige                                       | Caeleb Dressel                                | USA                                           |
| 2018 | Katie Ledecky                                 | USA                                           | Adam Peaty                                    | Storbritannien                                |
| 2019 | Regan Smith                                   | USA                                           | Caeleb Dressel                                | Storbritannien                                |
| 2020 | Ingen tilldelad på grund av covid-19-pandemin | Ingen tilldelad på grund av covid-19-pandemin | Ingen tilldelad på grund av covid-19-pandemin | Ingen tilldelad på grund av covid-19-pandemin |
| 2021 | Emma McKeon                                   | Australien                                    | Caeleb Dressel                                | USA                                           |
| 2022 | Ariarne Titmus                                | Australien                                    | David Popovici                                | Rumänien                                      |

Not: Överstrukna namn betyder att Swimming World senare drog tillbaka utmärkelsen. I de östtyska simmarnas fall drogs utmärkelserna tillbaka på grund av misstankar om att systematisk doping av östtyska simmare förekommit, sanktionerat av östtyska staten.

## Amerikas bästa simmare
| 1980 | Tracy Caulkins                                | Mike Bruner                                   |                                               |                                               |
| 1981 | Tracy Caulkins                                | Craig Beardsley                               |                                               |                                               |
| 1982 | Tracy Caulkins                                | Steve Lundquist                               |                                               |                                               |
| 1983 | Tiffany Cohen                                 | Rick Carey                                    |                                               |                                               |
| 1984 | Tracy Caulkins                                | Pablo Morales                                 |                                               |                                               |
| 1985 | Mary T Meagher                                | Matt Biondi                                   |                                               |                                               |
| 1986 | Betsy Mitchell                                | Matt Biondi                                   |                                               |                                               |
| 1987 | Janet Evans                                   | David Wharton                                 |                                               |                                               |
| 1988 | Janet Evans                                   | Matt Biondi                                   |                                               |                                               |
| 1989 | Janet Evans                                   | Mike Barrowman                                |                                               |                                               |
| 1990 | Janet Evans                                   | Mike Barrowman                                |                                               |                                               |
| 1991 | Janet Evans                                   | Mike Barrowman                                |                                               |                                               |
| 1992 | Summer Sanders                                | Mike Barrowman                                |                                               |                                               |
| 1993 | Jenny Thompson                                | Eric Namesnik                                 |                                               |                                               |
| 1994 | Allison Wagner                                | Tom Dolan                                     |                                               |                                               |
| 1995 | Amy Van Dyken                                 | Tom Dolan                                     |                                               |                                               |
| 1996 | Amy Van Dyken                                 | Lagkappslaget på 4x100 medley                 |                                               |                                               |
| 1997 | Kristine Quance                               | Lenny Krayzelburg                             |                                               |                                               |
| 1998 | Jenny Thompson                                | Lenny Krayzelburg                             |                                               |                                               |
| 1999 | Jenny Thompson                                | Lenny Krayzelburg                             |                                               |                                               |
| 2000 | Brooke Bennett                                | Lenny Krayzelburg                             |                                               |                                               |
| 2000 | Brooke Bennett                                | Tom Dolan                                     |                                               |                                               |
| 2001 | Natalie Coughlin                              | Michael Phelps                                |                                               |                                               |
| 2002 | Natalie Coughlin                              | Michael Phelps                                |                                               |                                               |
| 2003 | Amanda Beard                                  | Michael Phelps                                |                                               |                                               |
| 2004 | Amanda Beard                                  | Michael Phelps                                |                                               |                                               |
| 2005 | Katie Hoff                                    | Aaron Peirsol                                 |                                               |                                               |
| 2006 | Katie Hoff                                    | Michael Phelps                                |                                               |                                               |
| 2007 | Katie Hoff                                    | Michael Phelps                                |                                               |                                               |
| 2008 | Natalie Coughlin                              | Michael Phelps                                |                                               |                                               |
| 2009 | Ariana Kukors Rebecca Soni                    | Michael Phelps                                |                                               |                                               |
| 2010 | Rebecca Soni                                  | Ryan Lochte                                   |                                               |                                               |
| 2011 | Rebecca Soni                                  | Ryan Lochte                                   |                                               |                                               |
| 2012 | Missy Franklin                                | Michael Phelps                                |                                               |                                               |
| 2013 | Katie Ledecky                                 | Ryan Lochte                                   |                                               |                                               |
| 2014 | Katie Ledecky                                 | Ryan Cochrane Tyler Clary                     |                                               |                                               |
| 2015 | Katie Ledecky                                 | Michael Phelps                                |                                               |                                               |
| 2016 | Katie Ledecky                                 | Michael Phelps                                |                                               |                                               |
| 2017 | Katie Ledecky                                 | Caeleb Dressel                                |                                               |                                               |
| 2018 | Katie Ledecky                                 | Chase Kalisz                                  |                                               |                                               |
| 2019 | Regan Smith                                   | Caeleb Dressel                                |                                               |                                               |
| 2020 | Ingen tilldelad på grund av covid-19-pandemin | Ingen tilldelad på grund av covid-19-pandemin | Ingen tilldelad på grund av covid-19-pandemin | Ingen tilldelad på grund av covid-19-pandemin |
| 2021 | Katie Ledecky                                 | Caeleb Dressel                                |                                               |                                               |
| 2022 | Katie Ledecky                                 | Robert Finke                                  |                                               |                                               |

## Europas bästa simmare
| År   | Bästa kvinna                                  | Nationalitet                                  | Bästa man                                     | Nationalitet                                  |
| ---- | --------------------------------------------- | --------------------------------------------- | --------------------------------------------- | --------------------------------------------- |
| 1980 | Petra Schneider Svetlana Varganova            | Östtyskland Ryssland                          | Vladimir Salnikov                             | Sovjetunionen                                 |
| 1981 | Ute Geweniger Carmen Bunaciu                  | Östtyskland Rumänien                          | Sándor Wladár                                 | Ungern                                        |
| 1982 | Cornelia Sirch Annemarie Verstappen           | Östtyskland Nederländerna                     | Michael Gross                                 | Västtyskland                                  |
| 1983 | Ute Geweniger Conny van Bentum                | Östtyskland Nederländerna                     | Michael Gross                                 | Västtyskland                                  |
| 1984 | Kristin Otto Larisa Belokon                   | Östtyskland Ryssland                          | Michael Gross                                 | Västtyskland                                  |
| 1985 | Silke Hörner Tania Bogomilova                 | Östtyskland Bulgarien                         | Michael Gross                                 | Västtyskland                                  |
| 1986 | Kristin Otto Tania Bogomilova                 | Östtyskland Bulgarien                         | Michael Gross                                 | Västtyskland                                  |
| 1987 | Silke Hörner Noemi Lung                       | Östtyskland Rumänien                          | Tamás Darnyi                                  | Ungern                                        |
| 1988 | Kristin Otto Kristina Egerszegi               | Östtyskland Ungern                            | Tamás Darnyi                                  | Ungern                                        |
| 1989 | Anke Möhring Kristina Egerszegi               | Östtyskland Ungern                            | Giorgio Lamberti                              | Italien                                       |
| 1990 | Krisztina Egerszegi                           | Ungern                                        | Adrian Moorhouse                              | Storbritannien                                |
| 1991 | Krisztina Egerszegi                           | Ungern                                        | Tamás Darnyi                                  | Ungern                                        |
| 1992 | Krisztina Egerszegi                           | Ungern                                        | Yevgeny Sadovyi                               | Ryssland                                      |
| 1993 | Franziska van Almsick                         | Tyskland                                      | Karoly Guttler                                | Ungern                                        |
| 1994 | Franziska van Almsick                         | Tyskland                                      | Alexander Popov                               | Ryssland                                      |
| 1995 | Krisztina Egerszegi                           | Ungern                                        | Denis Pankratov                               | Ryssland                                      |
| 1996 | Michelle Smith                                | Irland                                        | Denis Pankratov                               | Ryssland                                      |
| 1997 | Ágnes Kovács                                  | Ungern                                        | Emiliano Brembilla                            | Italien                                       |
| 1998 | Ágnes Kovács                                  | Ungern                                        | Denys Sylant'yev                              | Ukraina                                       |
| 1999 | Inge de Bruijn                                | Nederländerna                                 | Pieter van den Hoogenband                     | Nederländerna                                 |
| 2000 | Inge de Bruijn                                | Nederländerna                                 | Pieter van den Hoogenband                     | Nederländerna                                 |
| 2001 | Inge de Bruijn                                | Nederländerna                                 | Roman Sloudnov                                | Ryssland                                      |
| 2002 | Franziska van Almsick                         | Tyskland                                      | Pieter van den Hoogenband                     | Nederländerna                                 |
| 2003 | Hannah Stockbauer                             | Tyskland                                      | Alexander Popov                               | Ryssland                                      |
| 2004 | Yana Klochkova                                | Ukraina                                       | Pieter van den Hoogenband                     | Nederländerna                                 |
| 2005 | Otylia Jędrzejczak                            | Polen                                         | László Cseh                                   | Ungern                                        |
| 2006 | Laure Manaudou                                | Frankrike                                     | László Cseh                                   | Ungern                                        |
| 2007 | Laure Manaudou                                | Frankrike                                     | Mateusz Sawrymowicz                           | Polen                                         |
| 2008 | Rebecca Adlington                             | Storbritannien                                | Alain Bernard                                 | Frankrike                                     |
| 2009 | Federica Pellegrini                           | Italien                                       | Paul Biedermann                               | Tyskland                                      |
| 2010 | Federica Pellegrini                           | Italien                                       | Camille Lacourt                               | Frankrike                                     |
| 2011 | Federica Pellegrini                           | Italien                                       | Alexander Dale Oen                            | Norge                                         |
| 2012 | Ranomi Kromowidjojo                           | Nederländerna                                 | Yannick Agnel                                 | Frankrike                                     |
| 2013 | Katinka Hosszú                                | Ungern                                        | Dániel Gyurta                                 | Ungern                                        |
| 2014 | Katinka Hosszú                                | Ungern                                        | Adam Peaty                                    | Storbritannien                                |
| 2015 | Sarah Sjöström                                | Sverige                                       | Adam Peaty                                    | Storbritannien                                |
| 2016 | Katinka Hosszú                                | Ungern                                        | Adam Peaty                                    | Storbritannien                                |
| 2017 | Sarah Sjöström                                | Sverige                                       | Adam Peaty                                    | Storbritannien                                |
| 2018 | Sarah Sjöström                                | Sverige                                       | Adam Peaty                                    | Storbritannien                                |
| 2019 | Katinka Hosszú                                | Ungern                                        | Adam Peaty                                    | Storbritannien                                |
| 2020 | Ingen tilldelad på grund av covid-19-pandemin | Ingen tilldelad på grund av covid-19-pandemin | Ingen tilldelad på grund av covid-19-pandemin | Ingen tilldelad på grund av covid-19-pandemin |
| 2021 | Sarah Sjöström                                | Sverige                                       | Jevgenij Rylov                                | Ryssland                                      |
| 2022 | Sarah Sjöström                                | Sverige                                       | David Popovici                                | Rumänien                                      |

Not: Överstrukna namn betyder att Swimming World senare drog tillbaka utmärkelsen. I de östtyska simmarnas fall drogs utmärkelserna tillbaka på grund av misstankar om att systematisk doping av östtyska simmare förekommit, sanktionerat av östtyska staten.

## Oceaniens och Asiens bästa simmare
| År   | Bästa kvinna                                  | Nationalitet                                  | Bästa man                                     | Nationalitet                                  |
| ---- | --------------------------------------------- | --------------------------------------------- | --------------------------------------------- | --------------------------------------------- |
| 1995 | Susie O'Neill                                 | Australien                                    | Scott Miller                                  | Australien                                    |
| 1996 | Jingyi Le                                     | Kina                                          | Danyon Loader                                 | Nya Zeeland                                   |
| 1997 | Samantha Riley                                | Australien                                    | Michael Klim                                  | Australien                                    |
| 1998 | Susie O'Neill                                 | Australien                                    | Ian Thorpe                                    | Australien                                    |
| 1999 | Susie O'Neill                                 | Australien                                    | Ian Thorpe                                    | Australien                                    |
| 2000 | Susie O'Neill                                 | Australien                                    | Ian Thorpe                                    | Australien                                    |
| 2001 | Petria Thomas                                 | Australien                                    | Ian Thorpe                                    | Australien                                    |
| 2002 | Petria Thomas                                 | Australien                                    | Ian Thorpe                                    | Australien                                    |
| 2003 | Leisel Jones                                  | Australien                                    | Kosuke Kitajima                               | Japan                                         |
| 2004 | Jodie Henry                                   | Australien                                    | Ian Thorpe                                    | Australien                                    |
| 2005 | Leisel Jones                                  | Australien                                    | Grant Hackett                                 | Australien                                    |
| 2006 | Leisel Jones                                  | Australien                                    | Tae Hwan Park                                 | Sydkorea                                      |
| 2007 | Lisbeth Trickett                              | Australien                                    | Kosuke Kitajima                               | Japan                                         |
| 2008 | Stephanie Rice                                | Australien                                    | Kosuke Kitajima                               | Japan                                         |
| 2009 | Jessicah Schipper                             | Australien                                    | Zhang Lin                                     | Kina                                          |
| 2010 | Alicia Coutts                                 | Australien                                    | Kosuke Kitajima                               | Japan                                         |
| 2011 | Ye Shiwen                                     | Kina                                          | Sun Yang                                      | Kina                                          |
| 2012 | Ye Shiwen                                     | Kina                                          | Sun Yang                                      | Kina                                          |
| 2013 | Cate Campbell                                 | Australien                                    | Sun Yang                                      | Kina                                          |
| 2014 | Cate Campbell                                 | Australien                                    | Kosuke Hagino                                 | Japan                                         |
| 2015 | Emily Seebohm                                 | Australien                                    | Mitch Larkin                                  | Australien                                    |
| 2016 | Rie Kaneto                                    | Japan                                         | Kosuke Hagino                                 | Japan                                         |
| 2017 | Emily Seebohm                                 | Australien                                    | Sun Yang                                      | Kina                                          |
| 2018 | Cate Campbell                                 | Australien                                    | Sun Yang                                      | Kina                                          |
| 2019 | Ariarne Titmus                                | Australien                                    | Daiya Seto                                    | Japan                                         |
| 2020 | Ingen tilldelad på grund av covid-19-pandemin | Ingen tilldelad på grund av covid-19-pandemin | Ingen tilldelad på grund av covid-19-pandemin | Ingen tilldelad på grund av covid-19-pandemin |
| 2021 | Emma McKeon                                   | Australien                                    | Zac Stubblety-Cook                            | Australien                                    |
| 2022 | Ariarne Titmus                                | Australien                                    | Zac Stubblety-Cook                            | Australien                                    |

## Afrikas bästa simmare
| År   | Bästa kvinna                                  | Nationalitet                                  | Bästa man                                     | Nationalitet                                  |
| ---- | --------------------------------------------- | --------------------------------------------- | --------------------------------------------- | --------------------------------------------- |
| 2004 | Kirsty Coventry                               | Zimbabwe                                      | Roland Schoeman                               | Sydafrika                                     |
| 2005 | Kirsty Coventry                               | Zimbabwe                                      | Roland Schoeman                               | Sydafrika                                     |
| 2006 | Suzaan van Biljon                             | Sydafrika                                     | Roland Schoeman                               | Sydafrika                                     |
| 2007 | Kirsty Coventry                               | Zimbabwe                                      | Roland Schoeman                               | Sydafrika                                     |
| 2008 | Kirsty Coventry                               | Zimbabwe                                      | Ous Mellouli                                  | Tunisien                                      |
| 2009 | Kirsty Coventry                               | Zimbabwe                                      | Oussama Mellouli Cameron van der Burgh        | Tunisien Sydafrika                            |
| 2010 | Mandy Loots                                   | Sydafrika                                     | Cameron van der Burgh                         | Sydafrika                                     |
| 2011 | Kirsty Coventry                               | Zimbabwe                                      | Cameron van der Burgh                         | Sydafrika                                     |
| 2012 | Kirsty Coventry                               | Zimbabwe                                      | Chad le Clos                                  | Sydafrika                                     |
| 2013 | Karin Prinsloo                                | Sydafrika                                     | Chad le Clos                                  | Sydafrika                                     |
| 2014 | Karin Prinsloo                                | Sydafrika                                     | Chad le Clos                                  | Sydafrika                                     |
| 2015 | Kirsty Coventry                               | Zimbabwe                                      | Chad le Clos                                  | Sydafrika                                     |
| 2016 | Kirsty Coventry                               | Zimbabwe                                      | Chad le Clos                                  | Sydafrika                                     |
| 2017 | Farida Osman                                  | Egypten                                       | Chad le Clos                                  | Sydafrika                                     |
| 2018 | Tatjana Schoenmaker                           | Sydafrika                                     | Chad le Clos                                  | Sydafrika                                     |
| 2019 | Tatjana Schoenmaker                           | Sydafrika                                     | Chad le Clos                                  | Sydafrika                                     |
| 2020 | Ingen tilldelad på grund av covid-19-pandemin | Ingen tilldelad på grund av covid-19-pandemin | Ingen tilldelad på grund av covid-19-pandemin | Ingen tilldelad på grund av covid-19-pandemin |
| 2021 | Tatjana Schoenmaker                           | Sydafrika                                     | Ahmed Hafnaoui                                | Tunisien                                      |
| 2022 | Lara van Niekerk                              | Sydafrika                                     | Pieter Coetze                                 | Sydafrika                                     |

## Världens bästa simmare i öppet vatten
| År   | Bästa kvinna                                  | Nationalitet                                  | Bästa man                                     | Nationalitet                                  |
| ---- | --------------------------------------------- | --------------------------------------------- | --------------------------------------------- | --------------------------------------------- |
| 2005 | Edith van Dijk                                | Nederländerna                                 | Thomas Lurz                                   | Tyskland                                      |
| 2005 | Edith van Dijk                                | Nederländerna                                 | Chip Peterson                                 | USA                                           |
| 2006 | Larisa Ilchenko                               | Ryssland                                      | Thomas Lurz                                   | Tyskland                                      |
| 2007 | Larisa Ilchenko                               | Ryssland                                      | Vladimir Dyatchin                             | Ryssland                                      |
| 2008 | Larisa Ilchenko                               | Ryssland                                      | Maarten van der Weijden                       | Nederländerna                                 |
| 2009 | Keri-Anne Payne                               | Storbritannien                                | Thomas Lurz                                   | Tyskland                                      |
| 2010 | Martina Grimaldi                              | Italien                                       | Valerio Cleri                                 | Italien                                       |
| 2011 | Keri-Anne Payne                               | Storbritannien                                | Thomas Lurz Spyridon Gianniotis               | Tyskland Grekland                             |
| 2012 | Éva Risztov                                   | Ungern                                        | Oussama Mellouli                              | Tunisien                                      |
| 2013 | Poliana Okimoto                               | Brasilien                                     | Thomas Lurz                                   | Tyskland                                      |
| 2014 | Sharon van Rouwendaal                         | Nederländerna                                 | Andrew Gemmell                                | USA                                           |
| 2015 | Aurélie Muller                                | Frankrike                                     | Jordan Wilimovsky                             | USA                                           |
| 2016 | Sharon van Rouwendaal                         | Nederländerna                                 | Ferry Weertman                                | Nederländerna                                 |
| 2017 | Aurélie Muller                                | Frankrike                                     | Ferry Weertman                                | Nederländerna                                 |
| 2018 | Sharon van Rouwendaal                         | Nederländerna                                 | Kristof Rasovszky                             | Ungern                                        |
| 2019 | Ana Marcela Cunha                             | Brasilien                                     | Florian Wellbrock                             | Tyskland                                      |
| 2020 | Ingen tilldelad på grund av covid-19-pandemin | Ingen tilldelad på grund av covid-19-pandemin | Ingen tilldelad på grund av covid-19-pandemin | Ingen tilldelad på grund av covid-19-pandemin |
| 2021 | Ana Marcela Cunha                             | Brasilien                                     | Florian Wellbrock                             | Tyskland                                      |

## Världens bästa simmare med funktionshinder
| År   | Bästa kvinna                                  | Nationalitet                                  | Bästa man                                     | Nationalitet                                  |
| ---- | --------------------------------------------- | --------------------------------------------- | --------------------------------------------- | --------------------------------------------- |
| 2003 | Danielle Watts                                | Storbritannien                                | Sergei Punko                                  | Belarus                                       |
| 2005 | Erin Popovich                                 | USA                                           | Benoit Huot                                   | Kanada                                        |
| 2006 | Jessica Long                                  | USA                                           | Wang Xiaofu                                   | Kina                                          |
| 2007 | Valerie Grand-Maison                          | Kanada                                        | Matthew Cowdrey                               | Australien                                    |
| 2008 | Natalie Du Toit                               | Sydafrika                                     | Matthew Cowdrey                               | Australien                                    |
| 2009 | Mallory Weggemann                             | USA                                           | Daniel Dias                                   | Brasilien                                     |
| 2010 | Mallory Weggemann                             | USA                                           | Daniel Dias                                   | Brasilien                                     |
| 2011 | Jessica Long                                  | USA                                           | Daniel Dias                                   | Brasilien                                     |
| 2012 | Jacqueline Freney                             | Australien                                    | Matthew Cowdrey                               | Australien                                    |
| 2013 | Sophie Pascoe                                 | Nya Zeeland                                   | Daniel Dias                                   | Brasilien                                     |
| 2014 | Ingrid Thunem                                 | Norge                                         | Ian Silverman                                 | USA                                           |
| 2015 | Rebecca Meyers                                | USA                                           | Ihar Boki                                     | Belarus                                       |
| 2015 | Rebecca Meyers                                | USA                                           | Ihar Boki                                     | Belarus                                       |
| 2016 | Aurelie Rivard                                | Kanada                                        | Daniel Dias                                   | Brasilien                                     |
| 2017 | Sophie Pascoe                                 | Nya Zeeland                                   | Vincenzo Boni                                 | Italien                                       |
| 2018 | Carlotta Gilli                                | Italien                                       | Ihar Boki                                     | Belarus                                       |
| 2019 | Sophie Pascoe                                 | Nya Zeeland                                   | Reece Dunn                                    | Storbritannien                                |
| 2020 | Ingen tilldelad på grund av covid-19-pandemin | Ingen tilldelad på grund av covid-19-pandemin | Ingen tilldelad på grund av covid-19-pandemin | Ingen tilldelad på grund av covid-19-pandemin |
| 2021 | Jessica Long                                  | USA                                           | Maksym Krypak                                 | Ukraina                                       |

## Världens bästa vattenpolospelare
| År   | Bästa kvinna                                  | Nationalitet                                  | Bästa man                                     | Nationalitet                                  |
| ---- | --------------------------------------------- | --------------------------------------------- | --------------------------------------------- | --------------------------------------------- |
| 2011 | Krystina Alogbo                               | Kanada                                        | Stefano Tempesti                              | Italien                                       |
| 2012 | Maggie Steffens                               | USA                                           | Maro Joković                                  | Kroatien                                      |
| 2013 | Jennifer Pareja                               | Spanien                                       | Viktor Nagy                                   | Ungern                                        |
| 2014 | Ashleigh Johnson                              | USA                                           | Stefan Živojinović                            | Serbien                                       |
| 2015 | Ashleigh Johnson                              | USA                                           | Duško Pijetlović                              | Serbien                                       |
| 2016 | Ashleigh Johnson                              | USA                                           | Filip Filipović                               | Serbien                                       |
| 2017 | Maggie Steffens                               | USA                                           | Márton Vámos                                  | Ungern                                        |
| 2018 | Sabrina van der Sloot                         | Nederländerna                                 | Aleksandar Ivović                             | Montenegro                                    |
| 2019 | Ashleigh Johnson                              | USA                                           | Francesco Di Fulvio                           | Italien                                       |
| 2020 | Ingen tilldelad på grund av covid-19-pandemin | Ingen tilldelad på grund av covid-19-pandemin | Ingen tilldelad på grund av covid-19-pandemin | Ingen tilldelad på grund av covid-19-pandemin |
| 2021 | Maddie Musselman                              | USA                                           | Filip Filipović                               | Serbien                                       |

## Världens bästa simhoppare
| År   | Bästa kvinna | Nationalitet | Bästa man     | Nationalitet   |
| ---- | ------------ | ------------ | ------------- | -------------- |
| 2011 | Chen Ruolin  | Kina         | Qiu Bo        | Kina           |
| 2012 | Chen Ruolin  | Kina         | Ilja Sacharow | Ryssland       |
| 2013 | He Zi        | Kina         | He Chong      | Kina           |
| 2014 | Liu Huixia   | Kina         | He Chong      | Kina           |
| 2015 | Shi Tingmao  | Kina         | Qiu Bo        | Kina           |
| 2016 | Shi Tingmao  | Kina         | Chen Aisen    | Kina           |
| 2017 | Shi Tingmao  | Kina         | Tom Daley     | Storbritannien |
| 2018 | Shi Tingmao  | Kina         | Cao Yuan      | Kina           |

## Världens bästa konstsimmare
| År   | Bästa kvinna                         | Nationalitet |
| ---- | ------------------------------------ | ------------ |
| 2011 | Natalja Isjtjenko                    | Ryssland     |
| 2012 | Natalja Isjtjenko                    | Ryssland     |
| 2013 | Svetlana Romasjina                   | Ryssland     |
| 2014 | Sun Wenyan                           | Kina         |
| 2015 | Svetlana Romasjina                   | Ryssland     |
| 2016 | Svetlana Romasjina Natalja Isjtjenko | Ryssland     |
| 2017 | Svetlana Kolesnitjenko               | Ryssland     |
| 2018 | Yelyzaveta Yakhno                    | Ukraina      |